# Newsteadia succini
Newsteadia succini är en insektsart som beskrevs av Koteja och Zak-ogaza 1988. Newsteadia succini ingår i släktet Newsteadia och familjen vaxsköldlöss. Inga underarter finns listade i Catalogue of Life.